# Desarrollo del huevo en aves

## Sistema reproductivo de las aves
El sistema reproductivo de las aves y reptiles consiste de dos componentes principales: un ovario y un oviducto funcional. En el desarrollo temprano del embrión de las aves, las células de la línea germinal migran hacia el sitio donde se van a desarrollar las gónadas. Se establecen  en el lado izquierdo y conducen a una asimetría en la funcionalidad de los ovarios (anevenua venuosa). El proceso de oogénesis empieza con las divisiones mitóticas de las oogonias y antes de que el embrión nazca, se llegan a producir miles de oogonias que posteriormente crecen e inician la primera división meiótica. Estas células meióticas son conocidas como oocitos primarios y son rodeadas de células del folículo hasta convertirse en folículos primarios. En el momento en que la gallina sale del huevo, su ovario izquierdo contiene numerosos folículos primarios que contienen células que han iniciado la meiosis.
Cuando el ave alcanza la madurez sexual, se inicia la producción de la hormona foliculoestimulante que induce la síntesis de yema en el hígado de la gallina. Dicha hormona es transportada hacia los folículos primarios a través del torrente sanguíneo y genera un crecimiento acelerado de estos. El proceso de ovulación ocurre en respuesta a la hormona luteinizante que genera un crecimiento de los folículos primarios, hasta completar la división meiótica y generar un oocito secundario y un cuerpo polar.

## Fertilización
La cópula de las aves es denominada beso cloacal. Ocurre transferencia de esperma que sube directamente hacia el ovario y alcanza el infundíbulo en menos de 30 minutos. En el momento de la fertilización, el esperma rodea el huevo y penetra el plasmalema en el blastodisco. La membrana vitelina se encarga de bloquear la polispermia. La fertilización estimula la finalización de la meiosis e induce el periodo refractario del huevo para generar un segundo bloqueo de la polispermia. El oocito secundario lleva a cabo su segunda división mitótica y forma dos células: un huevo que tiene un número haploide de cromosomas y un cuerpo polar no funcional. El núcleo del huevo crece y se convierte en el pronúcleo femenino. La fertilización se completa cuando se fusionan el pronúcleo femenino y el masculino y dan origen al cigoto.

## Formación del huevo
Luego de la fertilización, el cigoto permanece dentro del infundíbulo durante 20 minutos y empieza el viaje a través del oviducto. El primer paso que tarda cuatro horas, ocurre dentro del magno y consiste en añadir cuatro capas de albumen al huevo. Posteriormente, se organiza la yema de forma espiralada y se añaden pequeñas tiras de albumen, llamadas «Tom y Yerry» que sirven para estabilizar la posición de la yema y mantener al embrión en el lado dorsal del huevo finalizado. La yema está compuesta de  lípidos entre un 21 y 26 %, de proteínas entre un 16 y 22 % y el resto de agua. Durante la formación de la yema, las madres realizan transferencia de anticuerpos y hormonas a los embriones. Se ha demostrado que la velocidad de eclosión de los huevos, la supervivencia de los pichones y el desarrollo temprano de los embriones, depende de la cantidad de hormonas que son secretadas en la formación de la yema. Incluso, el sexo de la descendencia es determinado por la condición de las hembras, si una hembra se encuentra en condiciones ambientales pobres y no puede brindarle muchos nutrientes a sus huevos, se tienden a producir huevos con embriones femeninos.
El tercer paso en la formación del huevo consiste en la generación de una membrana interna y una externa. Estos procesos se llevan a cabo en el istmo y duran aproximadamente una hora. Las membranas son porosas y permiten el paso de gases y líquidos al embrión por procesos de ósmosis y difusión.
El estadio final de la producción del huevo consiste en la formación del cascarón que está compuesto de carbonato de calcio en forma de cristales de calcita. El cascarón es añadido en el útero y está compuesto de calcio inorgánico y sales de magnesio embebidas en una red de fibras de colágeno. Los cristales de calcita son luego absorbidos del cascarón y utilizados por el embrión para el desarrollo de sus huesos.
Los cascarones de los huevos son característicos de varias familias de aves y pueden tener colores variados, tales como azules, verdes y violetas en los tinamúes o pueden ser blancos o cafés como en las gallinas. También pueden tener texturas variadas y su estructura puede limitar la distribución altitudinal o geográfica de las especies. Estos pigmentos de los huevos son depositados durante la formación de la membrana interna al igual que durante la formación del cascarón.